# Le Trafiquant
Le Trafiquant è un cortometraggio muto del 1911 diretto da Louis Feuillade e da Léonce Perret.

## Produzione
Il film fu prodotto dalla Société des Etablissements L. Gaumont.

## Distribuzione
Distribuito dalla Société des Etablissements L. Gaumont, uscì nelle sale cinematografiche francesi nell'agosto 1911.